# Richard Armitage
Richard Crispin Armitage (22 de agosto de 1971) é um ator britânico de teatro, cinema e televisão. 
Ganhou projeção internacional por seus papéis como John Thornton na série da BBC North and South, Guy de Gisborne em Robin Hood, Lucas North em Spooks, Thorin II Escudo-de-Carvalho na trilogia de filmes O Hobbit e por dublar Trevor Belmont em Castlevania.

## Biografia
Richard nasceu em Leicester, Inglaterra, em 1971. É o segundo filho de Margaret, uma secretária, e John Armitage, um engenheiro. Seu irmão mais velho se chama Chris. Cresceu em uma pequena vila fora da cidade. Desde muito pequeno se interessou pela leitura, sendo O Senhor dos Anéis um dos seus favoritos. Aos 14 anos foi transferido da escola primária local para a Pattison’s Dancing Academy, em Coventry (hoje o Pattison College), especializada em artes cênicas. Foi em uma apresentação no teatro de Stratford-upon-Avon que Richard descobriu o interesse em atuar.
| “ | Lembro do momento de finalmente compreender o que estava acontecendo. Eles estavam se divertindo, a audiência estava aproveitando aquele bom momento e eu pensei que era ali que eu queria estar. Lembro de pensar que eles estavam fazendo algo que eu amava e estavam sendo pagos para isso. | ” |

Foi na Pattison que Richard aprendeu os pormenores da carreira de ator e foi por meio de suas aulas que ele teve a oportunidade de aparecer em várias peças, tanto amadoras quanto profissionais. Chegou a atuar na montagem teatral de O Hobbit, no Alexandra Theatre, em Birmingham.

## Carreira

### Primeiros anos
Aos 17 anos, já tendo terminado os estudos secundários, ele se juntou ao circo Budapest por seis semanas para ganhar seu Equity Card, uma exigência aos artistas na época. Depois de retornar a Inglaterra, ele prosseguiu com sua carreira nos musicais de teatro, atuando em várias produções incluindo Cats como Admetus and Macavity. Ao retornar para a Inglaterra, ele entrou na carreira do teatro musical como assistente de cenografia de Kenn Oldfield e participou de diversas produções na época.
Em 1995, inspirado pela peça dirigida por Adrian Noble de Sonho de uma noite de verão, em Stratford, no ano anterior, Richard investiu forte na dramaturgia, aparecendo em diversas peças. Ele também começou a estudar para conseguir se tornar diretor de teatro. No mesmo ano, Richard se matriculou para um curso de atuação de duração de três anos na London Academy of Music and Dramatic Art (LAMDA). Participou de várias produções durante a formação.
Em seu último ano, Richard viu um anúncio no quadro de avisos da faculdades de que um filme estava pedindo por figurantes para uma nova produção: Star Wars: Episódio I – A Ameaça Fantasma. Ele aparece em uma cena da fala da rainha Amidala para o rei gungan, perto do final do filme. Essa ponta serviu para lhe mostrar como era a gravação de um filme e despertou sua atenção para a indústria do cinema.
Richard se graduou em 1998 e entrou para o elenco de Hamlet, no Birmingham Repertory Theatre, tendo feito turnê com a companhia por vários teatros importantes. Ele ficou 18 meses excursionando com a companhia. Mas foi na televisão que sua carreira ganhou impulso. Seu primeiro papel aconteceu quando ainda trabalhava no teatro musical, em 1990, tendo feito pontas em várias séries britânicas. Seu primeiro papel relevante foi apenas em 2001.

## Sucesso na TV
| “ | Eu comecei numa certa estrada no teatro musical e eu tinha 21 anos quando eu de repente pensei que este não era exatamente o caminho certo. Eu precisava fazer algo mais verdadeiro que o teatro musical. Para mim, isso era teatral demais com toda essa coisa de estar no palco se exibindo. Eu estava procurando por algo diferente, por isso voltei para a escola de teatro. | ” |

Depois de completar os três anos no LAMDA, ele retornou para o palco como ator coadjuvante com a produção da Royal Shakespeare Company de Macbeth e The Duchess of Malfi, assim como Hamlet e Four Alice Bakers com a Birmingham Repertory Theatre enquanto trabalhava em pequenos papeis na televisão e no cinema. Em 2002, ele estrelou na produção Charm Offensive de Use Me As Your Cardigan.
No mesmo ano, ele apareceu no seu primeiro papel de TV importante como John Standring no drama da BBC chamado Sparkhouse (2002). Foi a primeira vez que fez uma audição para um personagem. Era um papel secundário, mas Richard se dedicou ao personagem. Em seguida, atuou em uma variedade de papeis coadjuvantes nas produções televisivas de Between the Sheets (TV series), Cold Feet (quinta temporada) e Ultimate Force (segunda temporada).

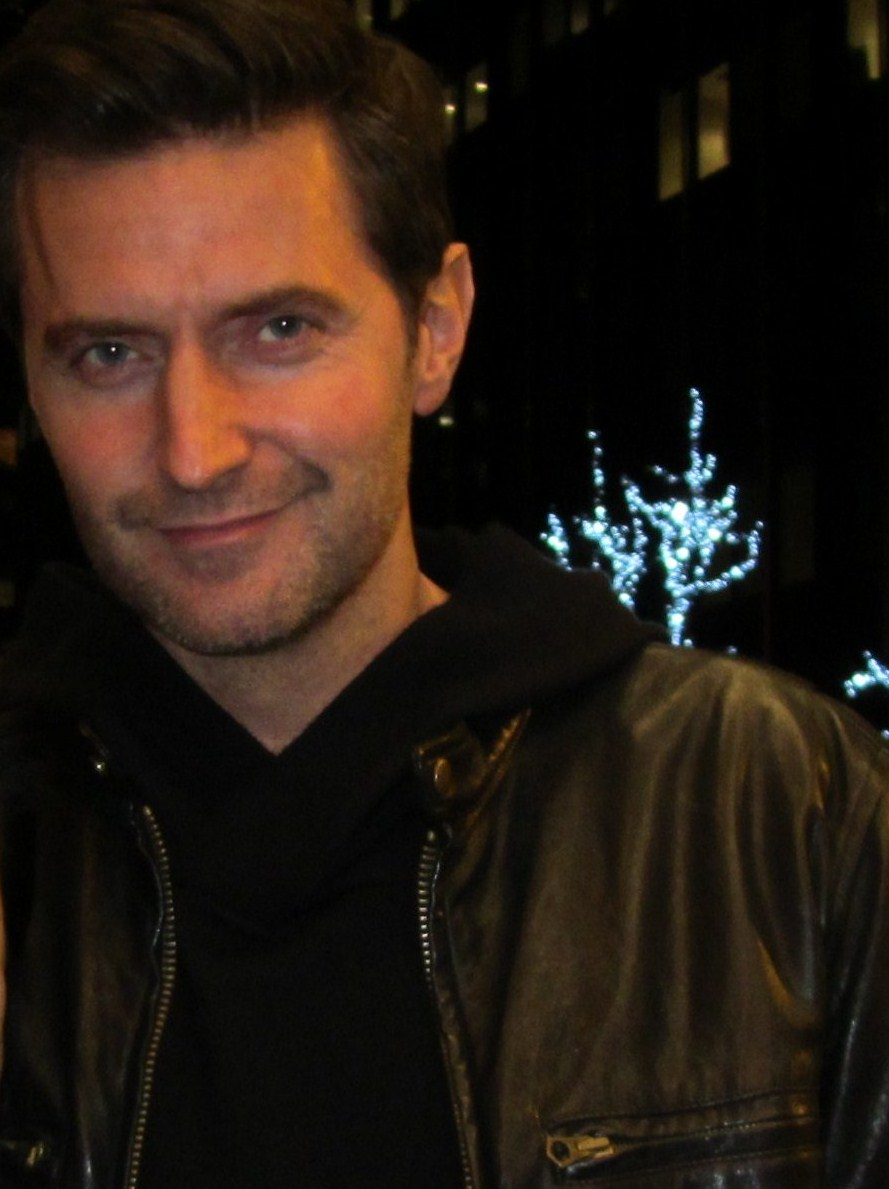
Richard Armitage em Nova Iorque, 2012

Em 2004, ele apareceu em seu primeiro papel principal como John Thornton na adaptação da BBC de North and South (2004 TV serial), escrito por Elizabeth Gaskell. Richard disse que foi feito para o papel. "A família do meu pai era de tecelões e fiandeiros. É de onde eu vim e é emocionante pensar que eu poderia fazer parte disso". Ele também citou que o dualismo de Thornton o atraiu para o personagem. "A dicotomia entre o poder, quase monstruoso, empreendedor  e este tipo de homem vulnerável é emocionante de se ver para mim".
Em 2005, ele interpretou Peter Macduff em [[Macbeth] na Série da BBC ShakespeaRe-Told e apareceu em um episódio de Inspector Lynley Mysteries, chamado "In Divine Proportion" como um viciado em jogos que está em recuperação, Phillip Turner. Richard também estrelou em The Impressionists (BBC drama), interpretando o jovem Claude Monet e como o Dr Alec Track na Série da ITV The Golden Hour (TV series), uma série médica baseado na "London Air Ambulance". Ele também fez o seu primeiro papel importante nos cinemas no filme independente Frozen (2005 Film).
Em 2006, Richard interpretou o papel de Guy of Gisborne na Série da BBC Robin Hood (2006 TV Series). "Para fazer o personagem de Guy, tem que encontrar o conflito nele. Constantemente ele é posto entre o bem e o mal, entre quem ele quer ser e quem ele realmente é. Ele poderia ter sido um bom homem, mas ele é sempre arrastado pelo seu grande defeito - o de querer a glória a qualquer custo".  "Devo dizer que os malvados são os mais engraçados de serem interpretados porque você tem que ser rude e agressivo e tem que conseguir fazer coisas que você não pode fazer no dia a dia. Temos que ser civilizados, agradáveis e gentis. E quando você interpreta um vilão, você tem que colocar para fora todas aquelas notas da sua personalidade. Há um pouco de mim em Guy, eu acho, um pouco da agressividade. É muito divertido; eu amo isso".
Richard apareceu num Especial de Natal de duas partes em 2006 de The Vicar of Dibley, como Harry Kennedy – o novo amor da Vigária (e eventual marido). Ele reprisou o papel em 2007 pelo "Red Nose Day". Em 8 de abril de 2007, ele estrelou em Inspector George Gently, um drama policial, com "Martin Shaw" e "Lee Ingleby". Richard interpretou o motoqueiro Ricky Deeming. Em 9 de maio de 2007, ele apareceu numa produção da BBC Four de Miss Marie Lloyd - Queen of The Music Hall interpretando o primeiro marido de "Marie Lloyd", Percy Courtenay. Ele também apareceu numa produção da Granada TV do romance de "Agatha Christie", Ordeal by Innocence como o personagem de Philip Durrant.
Richard entrou no elenco de Spooks na sétima temporada em 27 de outubro de 2008, no Reino Unido, interpretando Lucas North. "Aparentemente Lucas é um personagem amável mas oito anos na prisão russa teve efeitos profundos nele. Sua personalidade é dividida entre quem ele era antes de ser preso, o prisioneiro, e a pessoa em quem ele se tornou. Ele tem uma fachada agradável, mas por dentro é alguém que passou por um grande trauma... Ele não tem ideia do quanto ele está emocionalmente machucado até que as memórias começam a emergir".
Durante a filmagem da sétima temporada, Richard se permitiu ser submetido a afogamento a fim de filmar uma sequência de flashback.  Em julho de 2010, Richard completou as filmagens da nona temporada, sua última. Nessa temporada, o nome verdadeiro de seu personagem é revelado como sendo "John Bateman", que assassinou o verdadeiro Lucas North pouco antes deste retornar ao MI5 e pegou seu lugar. A nona temporada terminou num confronto com "Harry Pearce" no telhado da Torre de Enver , de onde "Bateman" saltou para sua morte. Em 20 de maio de 2009, Richard esteve no drama da BBC1 Moving On como John Mulligan.
Em maio de 2010 ele interpretou John Porter em Strike Back pela Sky 1. Sobre interpretar John Porter, Richard declarou, "No papel é óbvio que tipo de drama Strike Back é, mas o desafio para mim, para os roteiristas e para o diretor foi encontrar o centro emocional de John Porter. Como um homem se torna um assassino treinado e daí vai para casa e abraça sua esposa e prepara sua filhinha para dormir? Como um soldado pode não ter consciência do que mandam ele fazer?" Em outro momento, disse: "No fim era pelo personagem que eu estava atraído, a história de um homem que faz uma decisão sob pressão e ela produziu efeitos colaterais por toda a sua vida. Ele vai em busca de reparação ainda acreditando que fez a coisa certa, mesmo tendo custado a vida de três de seus amigos... Eu admiro a tenacidade de ficar de pé e dizer "Eu cometi um erro, vou aguentar as consequências. Eu vou procurar o por quê de ter sido um erro". Há raiva e há injustiça. É como, "Eu agi certo, com consequências erradas". A Sky1 autorizou uma segunda temporada de Strike Back, que começou a ser transmitida em Agosto de 2011. Contudo, por causa de seu compromisso nas gravações de "O Hobbit", Richard apareceu apenas como um convidado nesta temporada, para definir o final de John Porter.
Richard apareceu como um espião nazista, Heinz Kruger no filme Capitão América: O Primeiro Vingador, lançado em julho de 2011. Ele teve comprometimento até mesmo com este pequeno papel para fazer o personagem. "Eu queria interpretar alguém acreditando completamente no que estavam fazendo. Então eu achei uma biografia de uma cara chamado Erich Gimpel, que foi mandado para sabotar o Projeto Manhattan. É um livro fantástico, e me ajudou não só a pensar, "Destruir, destruir, destruir." Eu tive que conceber que o lado em que eu estava era o lado certo, mesmo sendo claramente errado".

### O Senhor dos Anéis
Richard foi escalado como Thorin II Escudo-de-Carvalho na trilogia de O Hobbit por volta dessa época. O primeiro filme, The Hobbit: An Unexpected Journey foi lançado em dezembro de 2012. Quando perguntado sobre interpretar este icônico personagem, Richard respondeu, "Eu acho que é uma ótima oportunidade pegar o papel de um personagem de um livro que conheci quando eu era criança, eu quero dizer, minha primeira experiência de palco foi em uma produção de O Hobbit no Alex Theatre em Birmingham e eu interpretei um elfo... Então é como se eu estivesse na minha infância muito proeminentemente voltando como adulto... e dar uma outra olhada nisso é uma oportunidade brilhante". Sobre o personagem de Thorin, ele afirmou, "Com o meu personagem no Hobbit há essa explosão emocional e raiva suprimida, e eu estou tentando trabalhar tendo isso em mim ou tendo que imaginar a sensação. Eu suponho que haja um lugar perigoso, minha própria escuridão, que eu não acesso na vida mas tenho a habilidade de dizer "tudo bem, só para esse papel, eu só vou abrir esta porta e espreitar".
Imediatamente após as filmagens de O Hobbit, Richard viajou para Detroit, Michigan para filmar Into the Storm, de julho a setembro de 2012. Ele estrelou como Gary Fuller, um Vice-Diretor do Ensino Médio com dois filhos adolescentes. O filme da New Line foi lançado em agosto de 2014.
Em março de 2014, Richard começou a sessão de oito semanas de um livro de memórias de adaptação "Urbano Grimshaw e o Grupo Galpão", de Bernard Hare, em Leeds, Reino Unido. Ele jogou Chop (apelido do autor), um trabalhador social e ex-alcoólatra e ex-viciado em drogas, da classe mais baixa da Grã-Bretanha e que faz amizade com o endurecido jovem delinqüente Urban. E conforme explicou Richard, sua atração por este papel: "ele leva algumas caixas para mim. É baseado em uma peça muito interessante da literatura, mas também com base nas pessoas que vivem, que trabalham com a gente no set".  Urban Grimshaw estreou no Festival International de Cinema em Leeds (Liff), em 7 de Novembro de 2015.

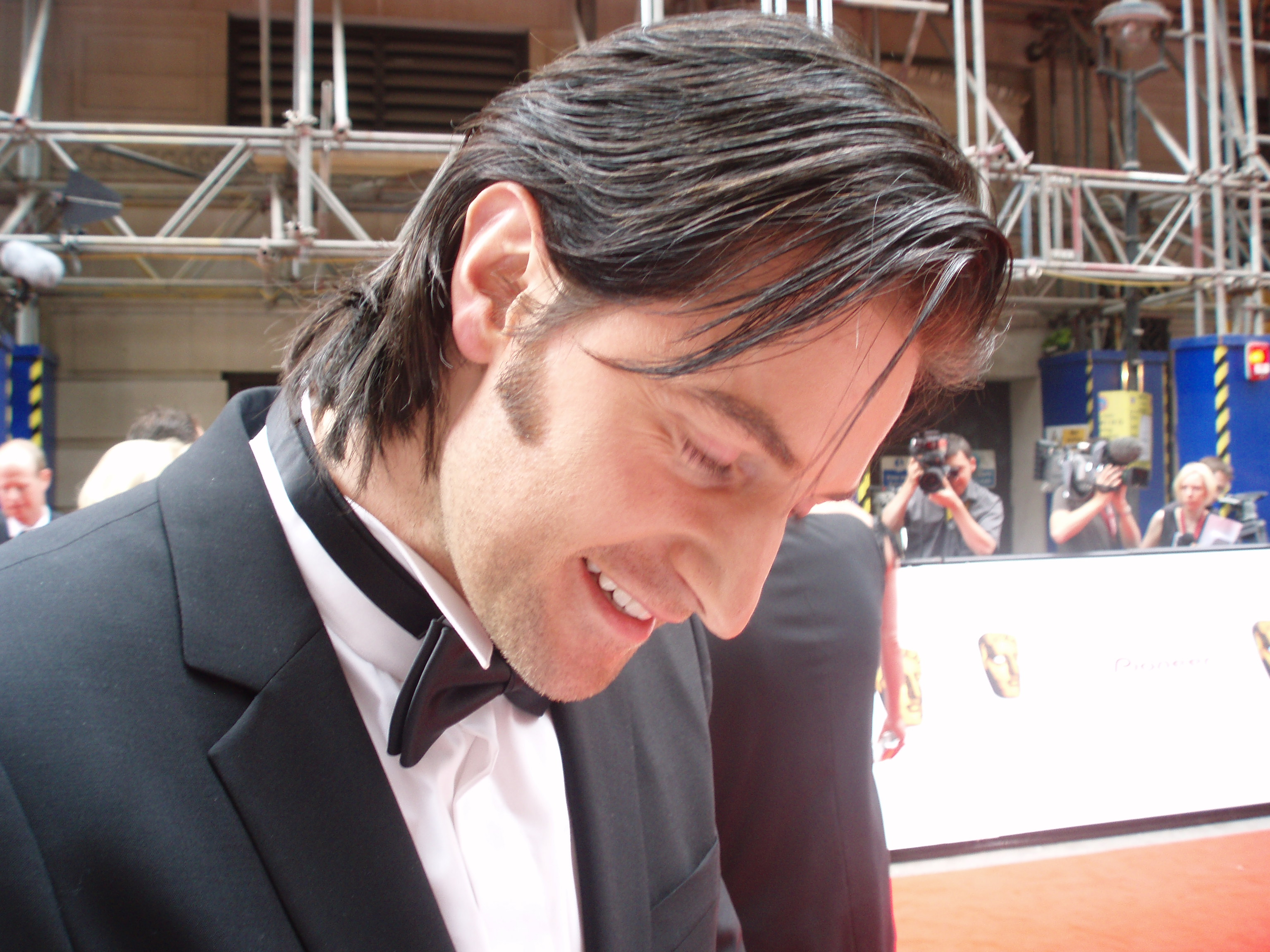
Richard Armitage no BAFTA, 2007

Próxima aparição de Richard foi como John Proctor na produção de Arthur Miller The Crucible no The Old Vic Theater, em Londres. Dirigido por Yaël Farber e apresentado na temporada, entre 21 junho a 13 setembro de 2014. A produção atraiu uma quantidade sem precedentes de comentários 5 estrelas e foi um sucesso comercial. Por sua atuação, Richard foi premiado como Melhor Ator Principal em uma Nova Produção de uma Peça Mundial da Broadway: Reino Unido Prêmios 2014 e uma indicação de Melhor Ator para um Prêmio Olivier. Devido à grande demanda em todo o mundo para ver a produção, o Teatro Digital capturou a performance ao vivo para trazer "The Crucible" para os cinemas e para download digital. Foi exibido em cinemas de 4 e 7 de Dezembro de 2014 no Reino Unido e Irlanda, com mais exibições em outros territórios selecionados em fevereiro e março de 2015. (Questões de direitos autorais impediu o filme de ser exibido em cinemas norte-americanos. O Teatro Digital disponibilizou o download digital mundialmente em 17 de Março de 2015.

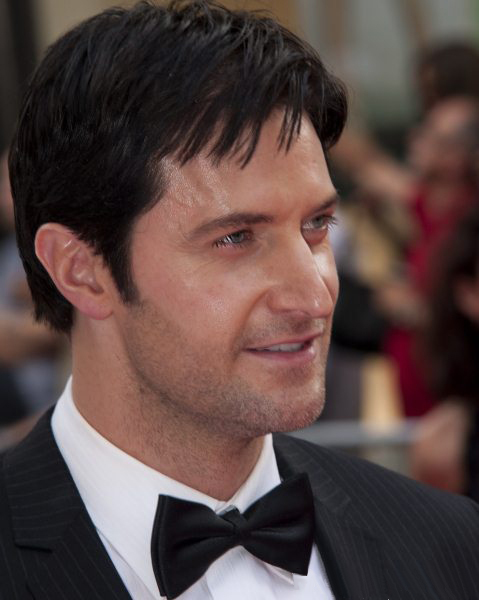
Richard Armitage em 2010.

Em uma entrevista de setembro de 2014, Richard revelou que ele iria filmar uma Participação Especial em Alice Através do Espelho, como Rei Oleron de Underland,  em Londres após o encerramento de The Crucible. O filme da Disney foi lançado em maio de 2016. Richard passou quatro semanas de outubro de 2014 filmando Sleepwalker do produtor Elliott Lester, na área metropolitana de Los Angeles. Neste thriller psicológico, Richard interpreta o Dr. Scott White, um médico sênior em um Centro de Pesquisa do Sono. Nenhuma data de lançamento foi definida.
DeLaurentis Empresa twettou em 13 de Janeiro 2015, que Richard foi escalado como Francis Dolarhyde (também conhecido por "O Fada do Dente") na sua produção de TV aclamada, Hannibal, escrita e co-produzida por Bryan Fuller. "Dolarhyde" é um assassino em série, um tipo de caráter que Richard havia expressado interesse em retratar. Ele filmou a 3ª temporada da Série em Toronto, Canadá, de janeiro a abril, e a mesma foi ao ar de 4 junho a 29 agosto 2015. Richard apareceu nos últimos seis episódios da temporada para um elogio elevado e grande aclamação. Ele também ganhou a Fangoria Chainsaw Prêmios na categoria de Melhor Ator Coadjuvante em uma Série de TV, por sua interpretação de "Dolarhyde", bem como o Prêmio Saturn de Melhor Ator Coadjuvante em uma Série de TV, neste ano.
Imediatamente após o término de "Hannibal" no final de abril de 2015, Richard se juntou a seus companheiros de elenco de Peregrinação, que já tinham começado a filmar em Connemara, na Irlanda, duas semanas antes. Ele interpreta Sir Raymond De Merville. O filme se passa no Século XIII e ele interpreta um cavaleiro franco-normando, que tem a intenção de frustrar um grupo de monges que estão escoltando uma relíquia sagrada da Irlanda para Roma. O elenco e a equipe mais tarde mudou-se para a região de Ardennes, na Bélgica para completar as filmagens, com Richard terminando uma semana mais cedo do que o envoltório oficial do filme no final de maio.
Noticiado em 13 de Maio 2015, que Richard iria estrelar Clearance, o primeiro filme em Língua Inglesa do diretor finlandês Aku Louhimies e definido para filmar na África do Sul em novembro de 2015. É um drama de ação sobre um endurecido perito em minas terrestres, chamado Ray (Richard) e sua companheira grávida (Naomi Harris), que são sequestrados no Sudão do Sul. Fontes divergem sobre se Ray é forçado a atravessar um vasto campo minado para ganhar sua liberdade ou se Ray e sua esposa fariam a sua fuga através de um vasto campo minado. Em uma entrevista de junho de 2015, Richard mencionou que seus próximos projetos incluíam um filme de Edith Wharton e um verdadeiro drama trágico irlandês. Pelo agente David Higham, Bridget Cleary é o provável drama irlandês.

### Trabalhos mais recentes

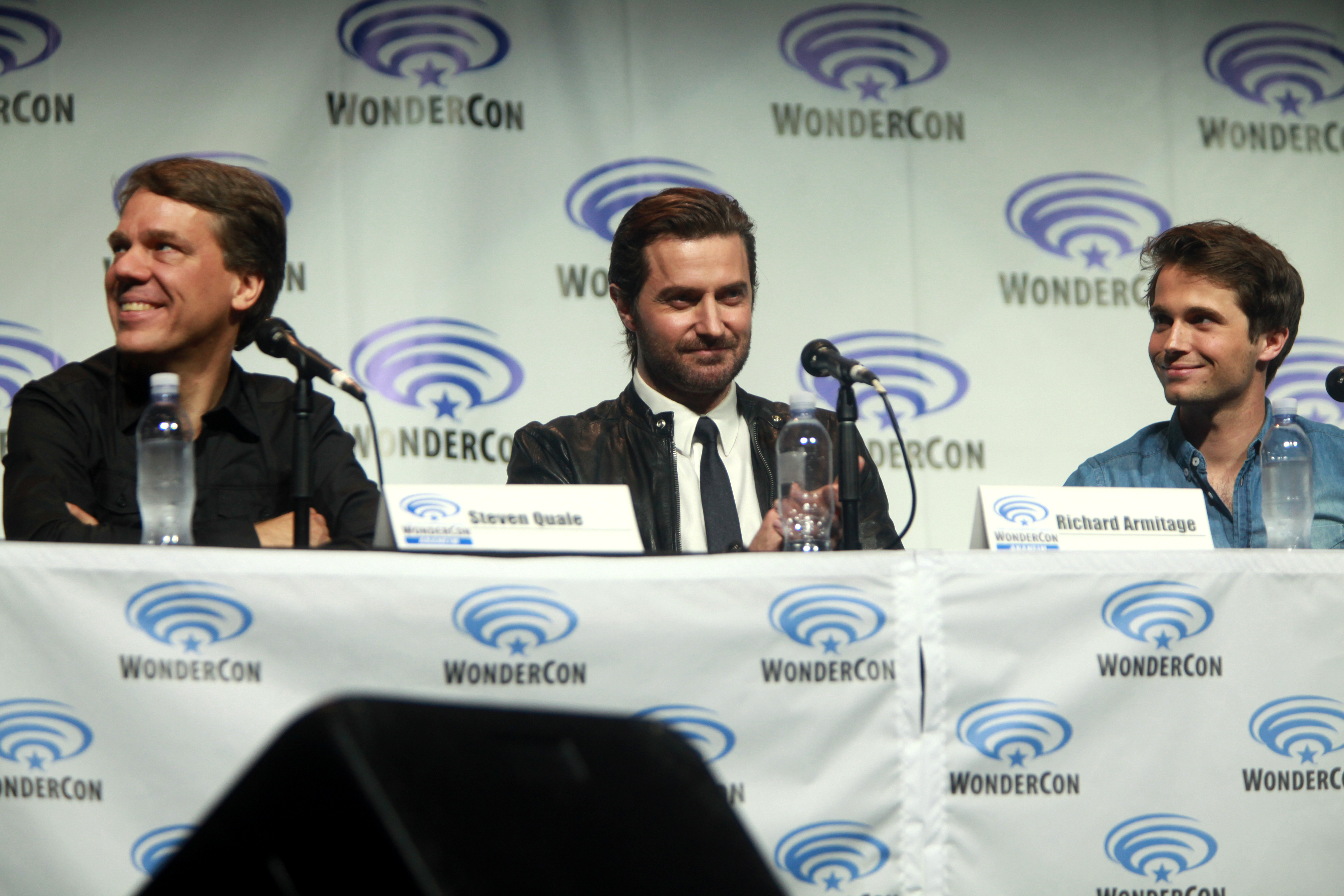
Steven Quale, Richard Armitage e Max Deacon na 2014 WonderCon.

Em 12 de julho de 2015, Richard revelou que ele estava prestes a começar a filmar Brain on Fire em Vancouver, Canadá. Agências de notícias posteriores forneceram mais detalhes sobre o seu papel como Tom Cahalan - Grande Homem, pai da protagonista da história real, da descida súbita da jovem jornalista Susannah Cahalan para a sua loucura inexplicável e o diagnóstico de Encefalite, por um médico. As filmagens começaram em 13 de julho 2015.
Richard conseguiu o papel principal de Daniel Miller em Berlin Station, uma série de espionagem original para o Canal Epix. Seu personagem, analista cerebral de Langley, é um agente da CIA infiltrado, recém-ungido encarregado de encontrar uma "toupeira" (espião traidor) em Berlim. Filmado em Berlim a partir de novembro de 2015 até abril de 2016, com algumas filmagens adicionais nas Ilhas Canárias, na Espanha, a série estréia no Canal Epix, em Outubro de 2016.
Em 13 de Julho de 2016, Roundabout Theatre Company anunciou que Richard foi escalado como Kenneth em sua nova peça Love, Love, Love do dramaturgo Mike Bartlett, vencedor do Prêmio Olivier. É uma peça fora da Broadway que vai se apresentar de 22 setembro a 18 dezembro de 2016, no Laura Pels Theater na Cidade de Nova York.
Em janeiro de 2017, Richard se juntou ao elenco de Oito Mulheres e Um Segredo para interpretar Claude Becker. Em fevereiro de 2017, Richard filma outra vez com o elenco da Série Berlin Station, em Berlim na Alemanha, o espião da CIa, Daniel Miller. Em fevereiro de 2018, Richard se juntou ao elenco do filme The Lodge, que foi filmado no início de fevereiro no Canadá. Nele, ele interpreta o personagem Richard.
Em junho de 2018, Richard vai para Berlim na Alemanda, filmar My Zoe de Julie Delpy. Nele ele interpretou James, o ex-marido da personagem de Julie Delpy, Isabelle. Seu casamento tóxico pode ter acabado, mas eles ainda estão em contato um com o outro por terem uma filha em comum, Zoe. Mas quando a tragédia atinge essa família fraturada, Isabelle toma conta das coisas por conta própria. Em julho de 2018, após o término das filmagens de My Zoe, Richard se junta novamente ao elenco de Berlin Station, desta vez em Budapeste na Hungria, para a 3ª Temporada da Série.

## Dublagem
Nos últimos anos, Richard também fez muitas dublagens, como ler poesia para vários programas de rádio e estrelando como Robert Lovelace numa produção da BBC Radio 4 de Clarissa: A History of a Young Lady em Abril de 2010. Ele gravou seis áudio livros baseados no "Robin Hood" da BBC assim como em The Lords of the North de Bernard Cornwel e três romances de Georgette Heyer para Naxos AudioBooks: Sylvester, or the Wicked Uncle, Venetia, e The Convenient Marriage que foi lançado em Agosto de 2010. Ele também narrou muitos documentários como "Homes From Hell", "Empire's Children", "Too Poor for Posh School?",  "Forest Elephants: Rumble in the Jungle", "Surgery School", e "Elsa: The Lioness That Changed the World" entre outros. Em 2011, ele forneceu uma narração para uma série sobre o navio almirante Royal Navy, o HMS Ark Royal, "125 Years of Wimbledon: You Cannot Be Serious, e "Fraud Squad". Ele também forneceu narração para muitos comerciais de rádio e TV.
Richard está envolvido num drama sobre Ricardo III de Inglaterra. "Foi me dado o nome de Richard por ter nascido no aniversário de morte de Richard III na Batalha de Bosworth Field; um dos romances preferidos de meu pai é The Sunne in Splendour de Sharon Kay Penman, e eu o li há muitos anos. Nos últimos anos, ele tem conduzido a um interesse experimental e uma linha de pesquisa para a recuperação desta história. Como ator, é um projeto que eu adoraria realizar.  Eu considero esta uma ótima história, um suspense sócio-político, eu amo história e uma tragédia dinástica". "Há uma treva e mistério sobre Richard. Eu gosto da ideia de alguém que não é ambicioso, mas é colocado no caminho para a coroa e quase se vê contra seus instintos estando lá". "Eu tenho um roteiro em desenvolvimento, bem, não é meu, mas é sobre Richard III... há muito a contar, vamos fazer vinte episódios e então poderemos contar toda a história... como o longa "Guerra das Rosas"... Eu conheço várias pessoas interessadas nesta produção, mas ninguém será impulsivo. Quase. Quase lá, quase lá".

## Teatro
- 1995: The Long and the Short and the Tall (Actors Centres Tristram Bates Theatre) como Macliesh
- 1995: The Real Thing (Old School Manchester) como Henry
- 1995: Six Degrees of Separation (Old School Manchester) como Flan
- 1995: Death of a Salesman (Old School Manchester) como Biff
- 1998: Hamlet (Birmingham Repertory Theatre) como Bernardo
- 1999: The Four Alice Bakers (Birmingham Repertory Theatre) como Young Ritchie Baker
- 1999-2000: Macbeth (Swan Theatre, Stratford; Theatre Royal, Brighton; Theatre Royal, Bath; The Globe Tokyo; Young Vic; Long Wharf Theatre) como Angus
- 2000-2001: The Duchess of Malfi (Barbican Theatre; various UK theatres; Royal Shakespeare Theatre) como Delio
- 2002: Use Me As Your Cardigan, Charm Offensive (Jacksons Lane) como Jez
- 2010: Twenty Four Hour Plays Celebrity Gala, The Third Wish (The Old Vic Theater) como Dennis/Ele mesmo
- 2014: Pinter PROUST, Remembrance of Things Past (92nd Street Y Unterberg Poetry Center) como Swann / Jornalista / Bordel Patron
- 2014: The Crucible (The Old Vic Theater) como John Proctor
- 2016: Love, Love, Love (Laura Pels Theater) como Kenneth

## Filmografia

### Televisão
| Televisão | Televisão                                     | Televisão             | Televisão                                              |
| Ano       | Título                                        | Papel                 | Notas                                                  |
| --------- | --------------------------------------------- | --------------------- | ------------------------------------------------------ |
| 1995      | Boon                                          | Homem no bar          | Não creditado                                          |
| 1999      | Cleopatra                                     | Epiphanes             | Filme para TV                                          |
| 2001      | Doctors                                       | Dr. Tom Steele        | 2 episódios: 'Good Companions', 'Cat's Out of the Bag' |
| 2001      | Casualty                                      | Craig Parker          | 1 episódio: 'Playing with Fire'                        |
| 2001      | Macbeth                                       | Angus                 | Filme para TV                                          |
| 2002      | Sparkhouse                                    | John Standring        | Drama da BBC                                           |
| 2003      | Cold Feet                                     | Lee                   | 4 episódios                                            |
| 2003      | Ultimate Force                                | Capitão Ian Macalwain | 5 episódios                                            |
| 2003      | Between the Sheets                            | Paul Andrews          | Minissérie                                             |
| 2004      | North and South                               | John Thornton         | 4 episódios                                            |
| 2005      | The Inspector Lynley Mysteries                | Philip Turner         | 1 episódio: 'In Divine Proportion'                     |
| 2005      | Malice Aforethought                           | William Chatford      | Drama da ITV                                           |
| 2005      | The Golden Hour                               | Dr. Alec Track        | 4 episódios                                            |
| 2005      | ShakespeaRe-Told                              | Peter Macduff         |                                                        |
| 2006      | The Impressionists                            | Claude Monet jovem    |                                                        |
| 2006–2007 | Vicar of Dibley                               | Harry Kennedy         | 3 episódios                                            |
| 2006–2009 | Robin Hood                                    | Guy de Gisborne       | 37 episódios                                           |
| 2007      | Inspector George Gently                       | Ricky Deeming         | 1 episódio                                             |
| 2007      | Miss Marie Lloyd – Queen of The Music Hall    | Percy Courtney        | Drama da BBC                                           |
| 2007      | Agatha Christie's Marple: Ordeal by Innocence | Philip Durrant        | Drama da ITV                                           |
| 2008–2010 | Spooks                                        | Lucas North           | 25 episódios                                           |
| 2009      | Moving On                                     | John Mulligan         | 1 episódio: 'Drowning not Waving'                      |
| 2010      | Strike Back                                   | John Porter           | 1ª Temporada: 'Episódios 1-6'                          |
| 2011      | Strike Back: Project Dawn                     | John Porter           | 2ª Temporada: 'Episódio 1'                             |
| 2015      | Hannibal                                      | Francis Dolarhyde     | 3ª Temporada: 'Episódios 8-13'                         |
| 2016–2017 | Berlin Station                                | Daniel Miller         | 1ª e 2ª Temporadas: 'Todos Episódios'                  |
| 2017–2018 | Castlevania                                   | Trevor Belmont        | 1ª e 2ª Temporadas: 'Episódios 1-4 e 1-8'              |
| 2016–2019 | Berlin Station                                | Daniel Miller         | 3ª Temporada                                           |
| 2017–2021 | Castlevania                                   | Trevor Belmont (voz)  | 32 episódios                                           |
| 2020      | The Stranger                                  | Adam Price            | Minissérie                                             |
| 2021      | Stay Close                                    | Ray Levine            | Minissérie                                             |
| 2023      | Obsession                                     | William Farrow        | Minissérie                                             |

### Cinema
| Filme | Filme                                   | Filme                        | Filme                                              |
| Ano   | Filme                                   | Papel                        | Notas                                              |
| ----- | --------------------------------------- | ---------------------------- | -------------------------------------------------- |
| 1999  | Star Wars Episódio I: A Ameaça Fantasma | Bravo Piloto de Caça         |                                                    |
| 1999  | Encenado                                | Daryl Newman                 | Curta Metragem. Projeto de Estudante               |
| 1999  | Amor de Ano                             | Homem arrogante na Festa     |                                                    |
| 2005  | Congelado                               | Steven                       |                                                    |
| 2011  | Capitão América: O Primeiro Vingador    | Heinz Kruger                 |                                                    |
| 2012  | O Hobbit: Uma Jornada Inesperada        | Thorin II Escudo-de-Carvalho |                                                    |
| 2013  | O Hobbit: A Desolação de Smaug          | Thorin II Escudo-de-Carvalho |                                                    |
| 2014  | No Olho do Tornado                      | Gary Fuller                  |                                                    |
| 2014  | O Hobbit: A Batalha dos Cinco Exércitos | Thorin II Escudo-de-Carvalho |                                                    |
| 2014  | The Crucible                            | John Proctor                 | Versão filmada da Produção de Palco no The Old Vic |
| 2015  | Urban And The Shed Crew                 | Chop                         |                                                    |
| 2016  | Alice Através do Espelho (filme)        | Rei Oleron                   |                                                    |
| 2016  | Brain On Fire                           | Tom Cahalan (Grande Homem)   |                                                    |
| 2017  | Sleepwalker                             | Dr. Scott White              |                                                    |
| 2017  | Pilgrimage                              | Sir Raymond De Merville      |                                                    |
| 2018  | Oito Mulheres e Um Segredo              | Claude Becker                |                                                    |
| 2018  | My Zoe                                  | James                        |                                                    |
| 2019  | The Lodge                               | Richard                      |                                                    |

## Discografia
- 2006: Robin Hood: Will You Tolerate This?
- 2006: Robin Hood: Sheriff Got Your Tongue?
- 2006: Robin Hood: Who Shot The Sheriff?
- 2006: Robin Hood: Parent Hood
- 2007: The Lords of the North de Bernard Cornwell
- 2009: Robin Hood: The Witch Finders
- 2009: Robin Hood: The Siege
- 2009: Sylvester de Georgette Heyer
- 2010: Venetia de Georgette Heyer
- 2010: The Convenient Marriage de Georgette Heyer
- 2014: Hamlet, Prince of Denmark: A Novel  de A. J. Hartley and David Hewson (autor)
- 2015: Classic Love Poems de William Shakespeare, Edgar Allan Poe, Elizabeth Barrett Browning e outros
- 2015: The Chimes de Charles Dickens
- 2016: David Coperfield de Charles Dickens
- 2016: Introdução para  The Turn of the Screw de Henry James
- 2016: Romeo and Juliet: A Novel de David Hewson
- 2017: The Strange Case of Dr. Jekill & M. Hyde (The Monster Collection) de Robert Louis Stevenson
- 2018: Wanderlust (Unabridged) de Lauren Blakey
- 2018: The Martian Invasion of Earth de H.G. Wells
- 2018: The Tattooist of Auschwitz (Unabridged) de Heather Morris
- 2018: The Bloody Chamber de Angela Carter
- 2018: Their Lost Daughters de Joy Ellis
- 2018: The Man fom St. Petersburg de Ken Follett

## Outros Créditos
- 2006: CBeebies: Bedtime Hour (9–13 de Outubro de 2006)
- 2007: Channel 4: Empire's Children, narrador (2 de Julho de 2007)
- 2007: BBC Radio 4: The Ted Hughes Letters, como Ted Hughes (29 de Outubro de 2007)
- 2007: BBC Radio 2: A War Less Ordinary, narrador (10 de Novembro de 2007)
- 2009: ITV1: Homes from Hell, narrador (3 de Março de 2009)
- 2009: Channel 4: The Great Sperm Race, narrador (23 de Março de 2009)
- 2010 - 2011: Narração de comerciais da Santander para TV e rádio
- 2010: BBC 2: The Natural World, Forest Elephants: Rumbles in the Jungle, narrador
- 2010: BBC Radio 4: Clarissa: The History of a Young Lady, como Robert Lovelace (14 de Março de 2010)
- 2010 - 2011: Narração de comerciais da Sky Sports HD para TV e rádio
- 2010: Narração de comerciais da General Election 2010 Leaders' Debates para rádio
- 2010: Narração de comerciais da BBC Winter Olympics para TV e rádio
- 2010: Narração de comerciais da Alfa Romeo Mito para TV
- 2010: Narração de comerciais da John Bull Jewelers para rádio
- 2010: ITV: Surgery School, narrador
- 2010: BBC Radio 3: Words and Music: Symphony of a City narrador (12 de Setembro de 2010).
- 2010: Narração de comerciais da Hyundai ix20 para TV
- 2010: BBC: Lost Land of the Tiger, narrador
- 2011: BBC: Elsa: The Lioness That eChanged the World, narrador
- 2010: Narração de comerciais da ActionAidUK para TV
- 2011: Narração de comerciais da Pilsner Urquell para TV
- 2011: Discovery Channel U.K.: HMS Ark Royal, narrador
- 2011: Eden Channel: Trouble in Lemur Land: Phantoms of the Forest, narrador
- 2011: BBC2: 125 Years of Wimbledon: You Cannot Be Serious, narrador
- 2011: Narração de comerciais da LG Optimus 3D Smartphone para TV
- 2011: ITV: Fraud Squad, narrador
- 2011: National Geographic Wild: Leopards of Dead Tree island, narrador
- 2012: ITV: "Fraud Squad", series two, as narrator

## Premiações
- 2014: "Hamlet, Prince Of Denmark: A Novel" - Audible: Best Of 2014 - "Audiobook of the Year"
- 2014: "The Crucible" - Broadway World: UK Awards - "Best Leading Actor in a New Production of a Play"
- 2015: "The Hobbit: The Battle Of The Five Armies" - Saturn Awards - "Best Supporting Actor in a Film"
- 2016: "Hannibal" - Fangoria Chainsaw Awards - "Best TV Supporting Actor"
- 2016: "Hannibal" - Saturn Awards - "Best Supporting Actor in a TV Serie"